# Inmigración venezolana en México
La inmigración venezolana en México es un fenómeno reciente, históricamente su presencia ha sido fuertemente considerable en la industria petrolera y televisiva, teniendo a la Ciudad de México y Tabasco como las entidades con más presencia de venezolanos, pero desde la Crisis política en Venezuela de 2013 y la Crisis institucional de Venezuela de 2017 que lograron que la Crisis migratoria venezolana se agravara y se creara una cadena de migraciones masivas por cuestiones de negocios, problemas y controles económicos; haciendo que se establecieran pequeños empresarios y personas de muchas condiciones sociales, creando grandes comunidades en prácticamente todas las ciudades importantes de México.
En regiones como Tabasco hay una comunidad muy grande de venezolanos pues en su mayoría son profesionales que trabajan en empresas petroleras pues son altamente calificados en ese campo. En las tiendas Superama ya se consiguen varios productos procedentes de Venezuela como la Harina PAN de las arepas, los refrescos Malta Polar y Freskolita.
Un número considerable de venezolanos han salido hacia México y otros países por estar en contraposición al gobierno chavista, sin embargo no todos los venezolanos radicados en México son anti-chavistas, también hay comunidades que apoyan al gobierno bolivariano y son respaldados por mexicanos simpatizantes de gobierno bolivariano. Históricamente, en la década de 1950 hubo una cantidad importante de políticos venezolanos, principalmente del partido Acción Democrática (centro-izquierda) exiliados en México durante la dictadura del General Marcos Pérez Jiménez.[cita requerida]
De acuerdo con los resultados del censo 2020 del INEGI, en México radican 52.948 ciudadanos venezolanos, aunque la cifra podría ser mayor de 80,000 personas, ya que las circunstancias legales de muchos residentes venezolanos es incierta, y el censo solo cuenta a residentes legales; de todas formas la comunidad venezolana en el país, es la mayor comunidad de sudamericanos en México y la cuarta de extranjeros, solo por detrás de los nacionales estadounidenses, españoles y guatemaltecos. La mayoría de los venezolanos se asentaron principalmente en el centro de México, en ciudades como Ciudad de México, Toluca de Lerdo, Naucalpan de Juárez, Santiago de Querétaro, Cancún, San Francisco de Campeche, Monterrey, Guadalajara, Puebla, Metepec, Mérida, San Luis Potosí y Villahermosa.
A partir del 17 de diciembre de 2021, el gobierno mexicano ha decidido imponer de ahora en adelante la exigencia de visas a todos los ciudadanos venezolanos que pretendan ingresar al territorio mexicano. Cabe mencionar que esta decisión de imponer el visado fue tomada con el objetivo de frenar inmediatamente la migración irregular hacia el norte, pues el gobierno quiere evitar que los venezolanos utilicen solamente a México con el propósito final de llegar a los Estados Unidos.

Placa de la visita de Simón Bolívar en la Ciudad de México.

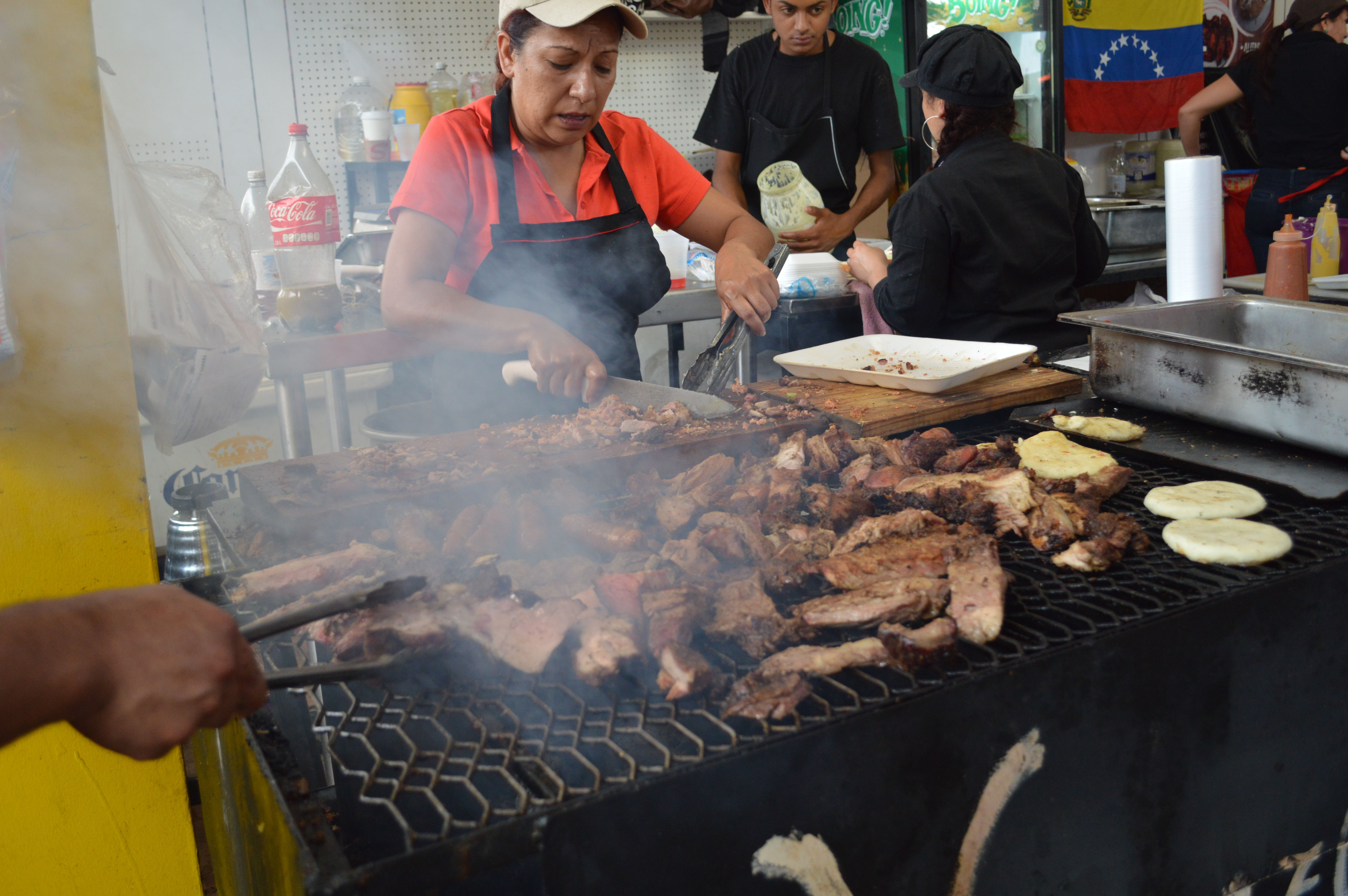
Presencia gastronómica venezolana de la Ciudad de México.

Restaurante venezolano en San Cristóbal de las Casas, Chiapas.

## Historia
En 1799, en la casa de los marqueses de Uluapa, se albergó a Simón Bolívar durante su visita a la Ciudad de México, este hecho fue registrado como el inicio de la campaña internacional del movimiento bolivariano.[cita requerida]
A finales del siglo XX llegaron varios venezolanos del medio artístico para incursionar en el cine y la televisión, fueron los años en que un contingente de venezolanos decidieron establecerse en México. A finales del siglo XX, los venezolanos residentes en México empezaron a emprender en los negocios y la industria, llegaron así los primeros establecimientos comerciales, tales como restaurantes, supermercados, agencias de belleza y cosmética.[cita requerida]
En el año 2012, cuando Venezuela experimentó su éxodo masivo de ciudadanos venezolanos viviendo en el extranjero, México se ha convertido en uno de los principales destinos de la migración contemporánea. A 975 venezolanos se les concedió la tarjeta de identificación permanente en los primeros 5 meses de 2014, el doble del número de los venezolanos a los que se les concedió las mismas tarjetas de identificación en el año 2013 entero.
El éxodo de venezolanos a México se duplicó entre 2013 y 2016 ante la agudización de la crisis política y social en su país, por el descontento contra las políticas del presidente Nicolás Maduro.[cita requerida]
Otro de los factores que impulsa a los venezolanos a viajar a este país es la seguridad, pues aunque México es percibido como un país azotado por la violencia, su tasa de homicidios es de 22 por cada 100.000 habitantes, es decir, 4 veces más baja que la de Venezuela, que es de 82.[cita requerida]

## Comunidades venezolanas

### Ciudad de México
En Ciudad de México vive la mayor comunidad de venezolanos en el país, en esta ciudad hay varias asociaciones civiles y culturales que buscan integrar a los venezolanos, es una de las ciudades donde las fuentes de empleo son bastante accesibles, así como una ciudad donde se hacen valer los derechos humanos hacia los inmigrantes, lo que ha beneficiado a la comunidad para el establecimiento de espacios comerciales y civiles.
Las colonias Roma, Condesa, Mixcoac son las colonias con el mayor número de comunidades venezolanas en la capital del país; las calles de Campeche e Insurgentes Sur son lugares que concurren los venezolanos conjuntamente con ciudadanos colombianos, ecuatorianos, cubanos y peruanos. Se estiman unos 14,000 venezolanos en la Ciudad de México, que después de Miami, Florida, es la segunda ciudad norteamericana con el mayor número de comunidades venezolanas.
Apoyo humanitario venezolano mexicano
En la capital de la nación mexicana se encuentra ubicada la sede de la asociación civil sin fines de lucro VENEMEX, que tiene como misión el apoyar y asesorar a la comunidad venezolana en México, promoviendo y facilitando su integración y bienestar. Entre sus actividades se encuentran diferentes programas de información para el fortalecimiento democrático; el seguimiento del registro electoral venezolano en México y la motivación de la participación de los venezolanos.
En el rubro de ayuda humanitaria en el país destacan actividades de asesoría psicológica; orientación laboral, donación de enseres domésticos y otros, para los venezolanos en Venezuela o para aquellos afectados en emergencias o desastres en México. 
Ante las actuales coyunturas relacionadas con las políticas migratorias, por ejemplo, en EE. UU. y la consecuente deportación o cierre de entrada a venezolanos, quienes se han quedado varados en México, la organización les ofrece diferentes programas de apoyo, por ejemplo, ayuda en sus solicitudes de refugio, charlas informativas, información a través de redes sociales, denuncias de solicitudes de refugio rechazadas, solicitudes, documentación y otros relacionados con la temática.

## Relaciones diplomáticas de Venezuela en México

Embajada de Venezuela en la Ciudad de México.

- Embajada de Venezuela en la Ciudad de México.
- Consulado honorario en Guadalajara, Jalisco.
- Consulado honorario en Monterrey, Nuevo León.
- Consulado honorario en Toluca de Lerdo, México.

## Demografía

### Inmigración venezolana en México según los censos
| Venezolanos viviendo en México | Venezolanos viviendo en México | Venezolanos viviendo en México | Venezolanos viviendo en México | Venezolanos viviendo en México |
| Año                            | Venezolanos en México          | Variación Intercensal          | Censo de población             |                                |
| ------------------------------ | ------------------------------ | ------------------------------ | ------------------------------ | ------------------------------ |
| 1900                           | 35 venezolanos                 | Sin cambios                    | Censo mexicano de 1900         |                                |
| 1910                           | 85 venezolanos                 | 142,8 %                        | Censo mexicano de 1910         |                                |
| 1921                           | 99 venezolanos                 | 16,4 %                         | Censo mexicano de 1921         |                                |
| 1930                           | 97 venezolanos                 | 2,0 %                          | Censo mexicano de 1930         |                                |
| 1970                           | 805 venezolanos                | 729,8 %                        | Censo mexicano de 1970         |                                |
| 1980                           | 1 940 venezolanos              | 140,9 %                        | Censo mexicano de 1980         |                                |
| 1990                           | 1 533 venezolanos              | 20,9 %                         | Censo mexicano de 1990         |                                |
| 2000                           | 2 823 venezolanos              | 84,1 %                         | Censo mexicano de 2000         |                                |
| 2010                           | 10 067 venezolanos             | 256,6 %                        | Censo mexicano de 2010         |                                |
| 2020                           | 52 948 venezolanos             | 425,9 %                        | Censo mexicano de 2020         |                                |

### Inmigración venezolana según entidad federativa
| Cantidad de Venezolanos viviendo en México distribuidos por Estados según el censo mexicano de población de 2020 | Cantidad de Venezolanos viviendo en México distribuidos por Estados según el censo mexicano de población de 2020 | Cantidad de Venezolanos viviendo en México distribuidos por Estados según el censo mexicano de población de 2020 | Cantidad de Venezolanos viviendo en México distribuidos por Estados según el censo mexicano de población de 2020 | Cantidad de Venezolanos viviendo en México distribuidos por Estados según el censo mexicano de población de 2020 |
| Puesto | Entidad | Censo Mexicano de 2020                                                                                           | Porcentaje | Ref. |
| --- | --- | --- | --- | --- |
| 1° | Ciudad de México                                                                                                 | 14 912 | 28,16 % | [ 15 ] |
| 2° | Nuevo León | 5 982 | 11,30 % | [ 16 ] |
| 3° | Estado de México                                                                                                 | 5 236 | 9,89 % | [ 17 ] |
| 4° | Quintana Roo | 4 164 | 7,86 % | [ 18 ] |
| 5° | Jalisco | 3 861 | 7,29 % | [ 18 ] |
| 6° | Querétaro | 3 201 | 6,04 % | [ 19 ] |
| 7° | Yucatán | 1 809 | 3,42 % | [ 20 ] |
| 8° | Puebla | 1 744 | 3,29 % | [ 21 ] |
| 9° | Tabasco | 1 683 | 3,18 % | [ 22 ] |
| 10° | Baja California                                                                                                  | 1 302 | 2,45 % | [ 18 ] |
| 11° | Guanajuato | 1 057 | 1,99 % | [ 18 ] |
| 12° | Veracruz | 919 | 1,73 % | [ 23 ] |
| 13° | Campeche | 709 | 1,34 % | [ 24 ] |
| 14° | Tamaulipas | 666 | 1,25 % | [ 18 ] |
| 15° | Coahuila | 660 | 1,24 % | [ 18 ] |
| 16° | Hidalgo | 560 | 1,06 % | [ 25 ] |
| 17° | Chihuahua | 546 | 1,03 % | [ 18 ] |
| 18° | San Luis Potosí                                                                                                  | 496 | 0,93 % | [ 18 ] |
| 19° | Morelos | 483 | 0,91 % | [ 26 ] |
| 20° | Sonora | 442 | 0,83 % | [ 18 ] |
| 21° | Aguascalientes                                                                                                   | 426 | 0,80 % | [ 27 ] |
| 22° | Michoacán | 422 | 0,79 % | [ 28 ] |
| 23° | Sinaloa | 328 | 0,61 % | [ 18 ] |
| 24° | Baja California Sur                                                                                              | 305 | 0,58 % | [ 29 ] |
| 25° | Nayarit | 201 | 0,37 % | [ 18 ] |
| 26° | Chiapas | 198 | 0,37 % | [ 18 ] |
| 27° | Colima | 146 | 0,27 % | [ 30 ] |
| 28° | Durango | 112 | 0,21 % | [ 18 ] |
| 29° | Guerrero | 104 | 0,19 % | [ 18 ] |
| 30° | Oaxaca | 100 | 0,18 % | [ 18 ] |
| 31° | Tlaxcala | 97 | 0,18 % | [ 18 ] |
| 32° | Zacatecas | 77 | 0,14 % | [ 18 ] |
| TOTAL VENEZOLANOS · EN México                                                                                    | TOTAL VENEZOLANOS · EN México                                                                                    | 52 948 | 100 % | [ 31 ] |
| Fuente: Instituto Nacional de Estadística y Geografía (INEGI)                                                    | | | | |